# Diary of a Wimpy Kid 3: Dog Days
Diary of a Wimpy Kid: Dog Days (El diario de Greg 3: Días de perros en España y El diario de un chico en apuros 3: Días de perros en Latinoamérica) es una película estadounidense de 2012, es la tercera de las películas de El diario de Greg basadas en la serie de libros. Fue protagonizada por Zachary Gordon, Robert Capron, Devon Bostick, Peyton List, Karan Brar, Steve Zahn y Rachael Harris, y dirigida por David Bowers. Se estrenó el 3 de agosto de 2012 en Estados Unidos y el 28 de septiembre del mismo año en España.

## Sinopsis
Greg por fin ha terminado la escuela (10.º grado)(secundaria), y es tiempo de disfrutar y pasarla bien durante la época festival y tiene un solo plan en mente: Dedicarse a disfrutar las vacaciones en familia, llegar al máximo nivel de un videojuego y conseguir llamar la atención de su linda compañera Holly Hills, Pero las cosas le salen mal y acaba teniendo unas terribles vacaciones.
Durante el transcurso del tiempo, Greg tiene que lidiar con el molesto ideal de su padre de pasar más tiempo juntos conviviendo en algunas actividades (que ninguno de ellos tiene nada en común y Greg considera vergonzosas) por lo que trama fingir que consiguió un trabajo en un lujoso club de campo para mantener a su padre alejado.
Así, Greg continuará en su camino por la adolescencia tratando de hacer las cosas ventajosas para el pero que irán terminando en fracasos por sus erróneas decisiones y por la presencia de sus familiares y amigos que no contribuiran mucho a dejarlo ser.
Tercera entrega de la serie literaria homónima "El diario de Greg". intentara quedar bien delante de todos.

## Argumento
Los Heffley visitan la piscina local, donde se encuentran con Lenwood Heath, un delincuente reformado amigo de Rodrick que trabaja como socorrista allí. Asiste a Spag Union, una escuela militar de estricta disciplina que comienza en octavo grado. Frank se da cuenta de que Greg está a punto de empezar ese grado y considera inscribirlo.
Al enterarse de que Greg pasó todo su primer día de vacaciones de verano jugando videojuegos, Frank le quita los videojuegos. Susan le insta a Frank a pasar más tiempo con él. Frank lo lleva a pescar y a una recreación de la Guerra civil estadounidense, pero la indiferencia de Greg lo molesta.
Rowley invita a Greg al club de campo local. Al principio reticente, se une a Rowley y descubre que la persona que le gusta, Holly Hills, da clases de tenis allí. Tras enterarse de que la hermana mayor de Holly, Heather, de quien está enamorado, también trabaja allí, Rodrick le pide a Greg que lo ayude a colarse. Frank sorprende a Greg con unas prácticas de verano no remuneradas en su oficina, con la esperanza de que puedan conectar. Desagradado por la idea, Greg miente sobre conseguir un trabajo en el club de campo, para alegría de Frank y Susan.
Rowley invita a Greg a un viaje familiar a una casa de playa alquilada cerca del paseo marítimo. Antes de irse, Frank y Susan le dan a Greg un teléfono móvil básico llamado "Ladybug" que solo le permite llamar a casa o al 911. Greg se inquieta cada vez más por la cercanía de los Jefferson y usa en secreto el portátil de Robert, el padre de Rowley, para enviar un correo electrónico a Susan y así evitar el viaje. Los Jefferson lo confrontan después de que accidentalmente envía el correo electrónico a todos los contactos de Robert. Intenta desesperadamente llamar a casa con su nuevo teléfono, pero sin querer llama al 911, lo que casi lleva a Robert a ser arrestado al abrir la puerta distraídamente con un cuchillo en la mano. Greg es enviado a casa antes de tiempo, y Frank empieza a creer que Rowley es una mala influencia.
Unos días después, Rowley le informa a Greg que ya no puede invitarlo al club de campo, pero este se cuela constantemente haciéndose pasar por socios. Greg se reconcilia con Rowley y le consigue a Löded Diper un concierto para la próxima fiesta de 16 años de Heather, para alegría de Rodrick. Durante otra visita al club de campo, Robert confronta a Frank y Greg por la compra de batidos por valor de 260 dólares. Frank menciona que Greg "trabaja" allí, pero el gerente lo niega. Al enterarse de la verdad del engaño de Greg, Frank expresa su decepción. Poco después, Rodrick le revela que les han enviado un disco de Spag Union, para su horror.
Rodrick anima a Greg a ir de campamento con sus compañeros al "Fin de Semana en la Naturaleza" para impresionar a Frank. Durante el viaje, Fregley cuenta una historia aterradora sobre una mano embarrada. Asustado, Greg admite su culpa por meter la pata constantemente. Al día siguiente, tras escuchar a Stan Warren, el jefe de Frank, insultarlo por su falta de habilidad para acampar, Greg tiende una trampa con sus amigos y se cuela en la tienda de Stan, donde descubre que su grupo ha estado haciendo trampa usando electrodomésticos. Stan descubre a Greg y lo insulta, pero Frank lo reprende por fingir que es un buen acampante. Cae en la trampa de Greg, humillándose. En un motel, de camino a casa, Frank confiesa que nunca le gustó acampar y, para su sorpresa y alegría, decide no enviar a Greg a Spag Union. También le habla de aprender de los errores y asumir la responsabilidad, lo que les hace darse cuenta de que son más parecidos de lo que pensaban. Unos días después, en la fiesta de 16 años de Heather, Löded Diper interpreta una versión heavy metal de "Baby" con Rodrick como voz principal para intentar darle una serenata. La actuación se tuerce cuando, sin querer, tira una enorme figura de ella en hielo. Ella intenta agredirlo con un pie de micrófono, pero rompe una fuente de chocolate con él después de que él lo esquiva, lo que termina la fiesta en un desastre, aunque Holly lo disfruta. Ella y Greg se convierten en pareja y pasan el resto del verano juntos con Rowley y el resto de los Heffley.

## Reparto
| Personaje        | Actor original   | Actor de doblaje |
| ---------------- | ---------------- | ---------------- |
| Greg Heffley     | Zachary Gordon   | Demián Velazco   |
| Frank Heffley    | Steve Zahn       | Diego Brizzi     |
| Rowley Jefferson | Robert Capron    | Patricio Lago    |
| Rodrick Heffley  | Devon Bostick    | Marcos Abadi     |
| Susan Heffley    | Rachael Harris   | Mara Campanelli  |
| Holly Hills      | Peyton Roi List  | Natalia Pupato   |
| Fregley          | Grayson Russell  | Martín Gopar     |
| Heather Hills    | Melissa Roxburgh | Yamila Garreta   |
| Stan Warren      | Phil Hayes       | Adrián Wowczuk   |
| Abuelo Heffley   | Terence Kelly    | Rolando Agüero   |
| Sr. Jefferson    | Alf Humphreys    | Ignacio de Anca  |
| Sra. Jefferson   | Bronwen Smith    | Mari Molina      |
| Sr. Draybick     | John Shaw        | Ariel Abadi      |
| Barrett          | Frank C. Turner  | Rolando Agüero   |

### Voces adicionales
- Manculo Espinoza
- Emilio Treviño
- Claudia Pannone
- Damián Stavropulos
- Franco de Candia
- Gustavo Barrientos
- Gustavo Ciardullo
- Hernán Bravo
- Ignacio Rodríguez de Anca
- Javier Naldjián
- Juan Manuel Echave
- Laura Guzmán
- Laura Macchi